# تايلور تومسون
تايلور تومسون (بالإنجليزية: Taylor Thompson)‏ هو لاعب كرة قدم أمريكية أمريكي، ولد في 19 أكتوبر 1989 في بلينو في الولايات المتحدة.

## وصلات خارجية
- تايلور تومسون على موقع إي إس بي إن.كوم (أن.أف.أل)3
- تايلور تومسون على موقع مرجع كرة القدم المحترفة.كوم (الإنجليزية)